# Hydroporus vespertinus
Hydroporus vespertinus är en skalbaggsart som beskrevs av Hans Fery och Lars Hendrich 1988. Hydroporus vespertinus ingår i släktet Hydroporus och familjen dykare. Inga underarter finns listade i Catalogue of Life.